# La escalera dorada (pintura)
La escalera dorada —en inglés The Golden Stairs— es una pintura de Edward Burne-Jones, perteneciente a su etapa esteticista.

## Introducción
Sir Edward Burne-Jones fue un miembro del movimiento prerrafaelita, formado inicialmente en Inglaterra en 1848. Posteriormente Burne Jones devino una de las principales figuras del esteticismo, una nueva tendencia surgida alrededor de 1860. Esta corriente artística —propia del estilo victoriano tardío— primaba el arte por el arte, dejando en segundo lugar el detallismo minucioso, la aspiración a la sinceridad y a la moralidad propugnadas por John Ruskin y propias del primer prerrafaelismo. Asimismo, en sus obras tardías —como la presente pintura— preludia el simbolismo.

## Descripción de la obra
- Londres, Tate Britain; n.º de referencia: N04005;[3]
- Datación: 1880;
- Dimensiones: 269,2 × 116,8 cm;
- Técnica: pintura al óleo sobre lienzo.

La composición carece de tema, y podría tener otro título, ya que no narra ningún episodio concreto. Por una escalera de caracol descienden 18 mujeres jóvenes, vistiendo túnicas plisadas y portando diversos instrumentos musicales. Algunas conversan entre sí, mientras que otras aparecen sumidas en sus pensamientos. En una obertura encima de la escalera aparece un nido de palomas.
Aunque las mujeres tienen todas un aspecto muy parecido, el pintor representó a diferentes modelos, como a su hija Margaret, a May Morris —hija de William Morris— o a Antonia Caiva, quien posó a veces para Dante Gabriel Rossetti, Los vestidos se basan en estudios de la Antigüedad clásica, fruto de las visitas de Burne-Jones al Museo Británico. El color se reduce a dorados, grises, plateados y azules. Este colorido etéreo y el ambiente callado contribuyen al carácter ensoñador del cuadro, que Frederic George Stephens comparó a obras de Piero della Francesca.

## Procedencia
- La pintura fue comprada por Cyril Flower, 1st Baron Battersea
- Legada por él a la Tate Gallery.